# Messe de Barcelone

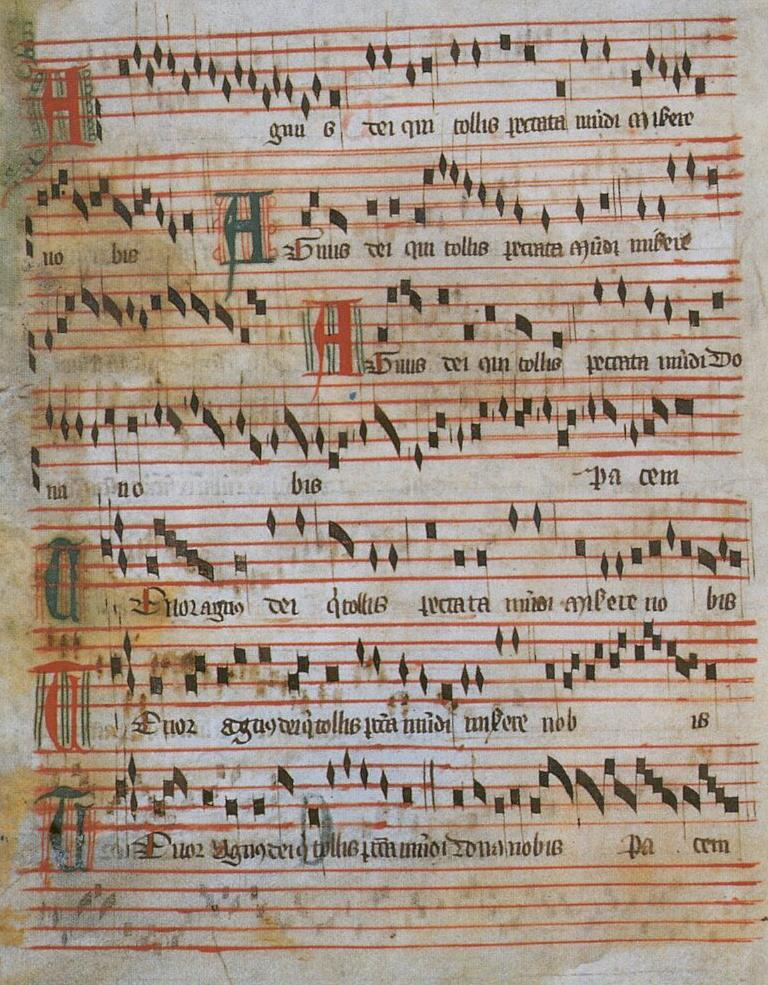
L'Agnus Dei de la Messe de Barcelone.

La Messe de Barcelone est une messe polyphonique composée aux alentours de 1360. Avec la Messe de Notre Dame de Guillaume de Machaut et celles de Toulouse, de Tournai et de la Sorbonne, c'est l'un des premiers exemples d'une mise en musique polyphonique complète de l'ordinaire de la messe. On peut croire qu'elle appartenait au répertoire de la Cour papale à Avignon et elle est également reliée à la chapelle du roi Martin Ier d'Aragon.
Elle est conservée dans un unique manuscrit gardé à la Bibliothèque de Catalogne à Barcelone (ms. 971), où elle a été découverte en 1925 par le musicologue Higinio Anglés. Le Gloria et le Credo ont aussi été préservés de manière indépendante dans d'autres manuscrits.
Elle est organisée en cinq parties : le Kyrie, le Gloria, le Credo, le Sanctus et l'Agnus Dei. L'Agnus Dei est écrit à quatre voix, tandis que les autres mouvements sont à trois voix. Les cinq mouvements n'ont pas été composés selon une structure unifiée et peuvent provenir de la main de plusieurs compositeurs anonymes. À la différence des autres messes de cette période, la Messe de Barcelone ne contient ni Ite missa est ni Benedictus, et ses mouvements ne sont pas basés sur le plain-chant.

## Enregistrements
- Atrium Musicae de Madrid : Messe de Barcelone - Ars Nova du XIVe siècle. Harmonia Mundi, 1972.
- Pro Cantione Antiqua, London, Mark Brown (dir.) : Missa Tournai. Missa Barcelona. Harmonia Mundi, 1980.
- Ensemble médiéval de Toulouse : La Messe de Barcelone / La Messe de Toulouse. Ariane, 1988.
- Linnamuusikud : AD 1994. Tallinn : Linnamuusikud, 1994.
- Obsidienne : Barcelona Mass / Song of the Sibyl. Opus 111, 1995.